# 2-е Банино
2-е Банино (рос. 2-е Банино) — село в Фатезькому районі Курської області Російської Федерації.
Населення становить 78 осіб. Входить до складу муніципального утворення Банинська сільрада.

## Історія
Населений пункт розташований на території українського етнічного та культурного краю Східна Слобожанщина.
Від 2004 року входить до складу муніципального утворення Банинська сільрада.

## Населення
| 2002 | 2010 |
| ---- | ---- |
| 112  | ↘78  |